# Campeonato Maranhense de Futebol de 1968
O Campeonato Maranhense de Futebol de 1968 foi a 47º edição da divisão principal do campeonato estadual do Maranhão. O campeão foi o Moto Club que conquistou seu 13º título na história da competição. O artilheiro do campeonato foi Pelezinho, jogador do Moto Club, com 6 gols marcados.

## Premiação
| Campeonato Maranhense de 1968  |
| São Luís                       |
| ------------------------------ |
| Moto Club Campeão (13º título) |